# 博本海姆-罗克斯海姆
博本海姆-罗克斯海姆是德国莱茵兰-普法尔茨州的一个市镇。总面积20.50平方公里，总人口9862人，其中男性4807人，女性5055人（2011年12月31日），人口密度481人/平方公里。

## 友好城市
- 法國 舍维尼圣索沃尔